# Ateneu (poeta)
Ateneu, en llatí Athenaeus, en grec antic Ἀθήναιος, fou un poeta epigramàtic grec mencionat per Diògenes Laerci del que potser n'era contemporani. Dos dels seus epigrames figuren a l'Antologia grega.